# Anthyme Bayala
Anthyme Bayala (* 4. November 1925 in Réo, Obervolta; † 3. April 1984) war ein burkinischer römisch-katholischer Geistlicher und Bischof von Koudougou.

## Leben
Anthyme Bayala empfing am 2. Januar 1954 das Sakrament der Priesterweihe.
Am 15. November 1966 ernannte ihn Papst Paul VI. zum Bischof von Koudougou. Der Erzbischof von Ouagadougou, Paul Kardinal Zoungrana MAfr, spendete ihm am 1. April 1967 die Bischofsweihe; Mitkonsekratoren waren der Bischof von Koupéla, Dieudonné Yougbaré, und der emeritierte Bischof von Koudougou, Joseph-Marie-Eugène Bretault MAfr. Bayala wählte den Wahlspruch In variis unitas („Einheit in Verschiedenheit“).